# Otto Kellerhals (Direktor, 1901)
Otto Kellerhals (* 31. März 1901 in Witzwil bei Ins; † 20. September 1990 in Bern) war ein Schweizer Staatsbeamter.

## Leben

### Familie
Otto Kellerhals war der gleichnamige Sohn von Otto Kellerhals (* 20. Mai 1870 in Aarwangen; † 24. April 1945 in der Domäne Witzwil bei Ins), Strafanstaltsdirektor der Anstalten Witzwil, und dessen Ehefrau Anna (* 1871; †  4. September 1966), Tochter des Regierungsrats Alfred Scheurer und die Schwester von Bundesrat Karl Scheurer; seine Mutter war ebenfalls in den Anstalten Witzwil als Mitarbeiterin beschäftigt und redigierte die Hauszeitschrift Unser Blatt.
Seine Brüder waren der spätere Strafanstaltsdirektor Hans Kellerhals (* 5. April 1897; † 7. Januar 1966), der Jurist Rudolf Kellerhals und der Verwaltungsdirektor Arnold Kellerhals.
Er war mit Anna Elisabeth (geb. Stucki) verheiratet.

### Werdegang
Nach dem Besuch des städtischen Gymnasiums (heute Gymnasium Kirchenfeld) in Bern, arbeitete Otto Kellerhals anfangs zwei Jahre auf dem Gutsbetrieb der Strafanstalt Witzwil und begann darauf mit einem Studium am landwirtschaftlichen Institut der Universität Göttingen und hörte Vorlesungen bei Wilhelm Seedorf. Nach dem Besuch der Landwirtschaftsschule Berlin beendete er seine Ausbildung zum promovierten Dipl.-Ing. agr.
Nachdem er sich zu einem zweijährigen landwirtschaftlichem Praktikum in den USA und einem Studium an der Universität Toronto in Kanada aufgehalten hatte, begann er 1929 als fachtechnischer Mitarbeiter der Eidgenössischen Alkoholverwaltung und wurde dort 1932 Leiter der Sektion Brennereiwesen und Kartoffelverwertung, bis er 1937 als Direktor der Eidgenössischen Alkoholverwaltung Carl Tanner folgte; bis zu Zurruhesetzung blieb er bis 1966 in diesem Amt. Ihm folgte der Vizedirektor Viktor Kühne.
Er war seit 1938 Major in der Artillerie der Schweizer Armee und wurde als Batterie- und, zu Beginn des Zweiten Weltkriegs, als Kommandant einer schweren Haubitzenabteilung eingesetzt.

### Berufliches Wirken
Otto Kellerhals wirkte 1929/1930 an der Revision der Alkoholartikel in der Bundesverfassung sowie an der Schaffung und Umsetzung des 1932 entstandenen Alkoholgesetzes mit. Er setzte sich für die Förderung alternativer Verwertungsarten von Kartoffeln und Obst anstelle der Schnapsherstellung sowie für ein Brennverbot von Obst für Gewerbebetriebe ein. Unter seiner Aufsicht finanzierte die Alkoholverwaltung die verbilligte Abgabe von Kartoffeln und Obst an Bedürftige im Berggebiet und er engagierte sich in der Entwicklung neuer Verwertungsverfahren wie der Herstellung von Süssmost, Obstsaftkonzentrat, Obstessig und Trockentrester als Viehfutter; dies führte zu einem höheren Konsum von Süssmost und eine Reduktion von Branntwein. Weiterhin kaufte die Alkoholverwaltung auch private Brennapparate an; dies führte zu einem Rückgang des Alkoholkonsums um die Hälfte. Die 1941 aus Brennereikreisen initiierte Volksinitiative zur Neuordnung des Alkoholwesens, die sogenannte REVAL-Initiative, die diese Einschränkungen wieder aufheben sollte, führte zu einer Ablehnung der Initiative durch den Bundesrat.
Unter seiner Führung setzte sich die Alkoholverwaltung für eine Erhöhung der steuerlichen Belastung importierter gebrannter Wasser, weil der Konsum nach dem Zweiten Weltkrieg zunahm. Der hierdurch entstandene Reingewinn floss überwiegend in die Kassen der Alkoholverwaltung und der Kantone, die damit den Alkoholmissbrauch bekämpften.
1950 betreute er die Revision des Alkoholgesetzes von 1932.
Während seiner gesamten Dienstzeit bei der Alkoholverwaltung informierte er die Bevölkerung durch Vorträge über die volksgesundheitliche Bedeutung der Alkoholordnung und über die brennlose Verwertung von Kartoffeln sowie Obst und wirkte hierbei auch in verschiedenen Ausschüssen und Konferenzen mit.

## Mitgliedschaften
- Seit 1969 war Otto Kellerhals Ehrenmitglied der Ökonomischen und Gemeinnützigen Gesellschaft des Kantons Bern.
- 1972 wurde er durch den Fürsorgeverein für Anfallkranke (heute Fürsorgeverein Bethesda) in Bern zum Ehrenmitglied ernannt.[14]

## Ehrungen und Auszeichnungen
- 1967 wurde Otto Kellerhals von der medizinischen Fakultät der Universität Basel zum Dr. h. c. ernannt.[15]

## Schriften (Auswahl)
- Die eidgenössische Alkoholgesetzgebung. Bern: Eidg. Alkoholverwaltung 1938.
- mit Stavros Zurukzoglu: Die Verwertung der Kartoffeln ohne Brennen. Basel: B. Schwabe & Co 1939.
- mit Victor Jacob Steiger: Unsere Alkoholordnung und ihre Wirkungen auf Ernährung und Gesundheit des Volkes. Zürich: Art. Inst. Orell Füssli 1944.
- Die Revision des Alkoholgesetzes und die Landwirtschaft. Rapperswil: C. Meyer 1950.
- Verantwortung der christlichen Gemeinde in der Alkoholfrage. Bern: Blaukreuz-Verlag 1968.